# Ondřej Pavel
Ondřej Pavel (* 29. srpna 2000 Praha) je český profesionální hokejový útočník hrající v týmu Milwaukee Admirals v American Hockey League (AHL) a zároveň pod smlouvou s týmem Nashville Predators z National Hockey League (NHL).

## Kariéra
S hokejem začal v pražském klubu HC Kobra Praha a v sezóně 2016/17 se připojil k juniorskému týmu HC Sparta Praha. Ze Sparty se následně dostal do nižších amerických juniorských soutěží. V roce 2017 byl v 8. kole draftu NAHL vybrán jako 182. hráč v celkovém pořadí a svou první juniorskou sezónu zahájil v týmu Minot Minotauros v North American Hockey League.
Rozhodl se zůstat ve Spojených státech a hrát univerzitní hokej za Minnesota State University, kde následující dvě sezóny odehrál v United States Hockey League za Fargo Force. Během draftu do NHL v roce 2018 si jej žádný klub nevybral. V sezóně 2019/20 byl kapitánem klubu a během 40 zápasů základní části si připsal 20 bodů, než byla sezóna kvůli pandemii Covidu-19 zrušena.
Za univerzitní tým Mavericks nastoupil v následujícím ročníku Western Collegiate Hockey Association a v 11 zápasech zkrácené sezony 2020/21 zaznamenal 4 asistence. Za tým nastupoval až do sezony 2022/23.
Dne 30. března 2023 podepsal dvouletý nováčkovský kontrakt s klubem Colorado Avalanche hrající NHL. Připojil se k týmu Colorado Eagles spadající do AHL. Dne 14. dubna 2023 debutoval v profesionálním týmu proti klubu San Diego Gulls. Svůj první bod zaznamenal dne 21. dubna 2023, kdy asistencí přispěl k vítězství 6:4 v přípravném utkání nad týmem Ontario Reign.
Před následující sezonou se zapojil do tréninkového kempu hlavního týmu, ale následně byl poslán zpět do Colorado Eagles. Svůj první zápas v NHL odehrál 7. listopadu 2023 proti klubu New Jersey Devils. Následně byl odeslán zpět do AHL.
Před následující sezonou ho trápili zranění kvůli kterým odehrál pouze 14 zápasů a 28. prosince 2024 jej Avalanche spolu s volbou ve třetím kole draftu 2027 vyměnili za Juuso Pärssinena a volbu v sedmém kole draftu 2026 do klubu Nashville Predators.

### Reprezentace
V srpnu 2017 hrál za Českou republiku na turnaji Memoriál Ivana Hlinky. V pěti zápasech nezaznamenal žádný gól.
Trenér Václav Varaďa si jej vybral na mistrovství světa juniorů 2020 v Ostravě, kde v pěti zápasech nebodoval a celý tým obsadil sedmé místo.